# 50% Off
«50% Off» es el segundo episodio de la quinta temporada de la serie de televisión estadounidense de AMC Better Call Saul, la serie derivada de Breaking Bad. El episodio, escrito por Alison Tatlock y dirigido por Norberto Barba, se emitió el 24 de febrero de 2020 en AMC en Estados Unidos. Fuera de Estados Unidos, se estrenó en el servicio de streaming Netflix en varios países.

## Trama
Víctor y Tyrus traen a Nacho a Gus. Amenazando con dañar al padre de Nacho, Gus exige que obtenga información sobre las actividades de los Salamanca. Héctor confirma para Lalo que la red de distribución de Gus es un componente esencial de las operaciones y beneficios del cártel de Juárez.
Sticky y Ron, dos drogadictos que recibieron 50 por ciento de descuento de la tarjeta de negocios de Saul hacen a una borrachera de varios días. Compran numerosas bolsas de cocaína en el almacén Salamanca pero estas se atascan en el desagüe. La policía llega justo antes de que Domingo saque las drogas. Lo arrestan y la policía se prepara para hacer un allanamiento en la casa. Nacho sube a los tejados para entrar en la casa y recupera las drogas antes de que la policía entre. Lalo está impresionado con Nacho, pero le preocupa que Domingo pueda hablar en la cárcel.
Todavía molesto por la muerte de Werner, Mike ha estado bebiendo regularmente en exceso. Mientras cuidaba a Kaylee, se enoja cuando le pide detalles sobre su padre.
Kim todavía está aprensiva sobre el hecho de que Jimmy ejerza de abogado como Saul Goodman. Ellos ven una casa y consideran comprarla. Kim agradece de nuevo a Jimmy su esfuerzo por ayudar a su cliente a aceptar el acuerdo, pero dice que no quiere tener éxito mintiendo.
Jimmy entra en la persona Saul Goodman en el juzgado y evita juicios mientras obtiene acuerdos favorables para sus clientes, generando honorarios al producir una alta rotación de casos. La fiscal adjunta Ericsen, que sospecha de Jimmy desde el arresto de Huell Babineaux, se resiste a los ruegos de Saul e insiste en resolver formalmente sus casos pendientes durante una cita ya programada. Howard invita a Jimmy a almorzar, y este está inquieto por el recuerdo de su pasado. Más tarde, Jimmy paga a un custodio, el hermano de uno de sus clientes, para que inutilice el ascensor del juzgado mientras está dentro con Ericsen, lo que le permite llegar informalmente a varios acuerdos favorables. Nacho sigue a Jimmy cuando sale del juzgado y lo obliga a subir a su coche.

## Producción
El episodio tiene dos easter eggs a Breaking Bad mientras los sucesos de Better Call Saul se acercan a ese punto, según el showrunner Peter Gould y la escritora Alison Tatlock. Uno es el origen del apodo de Domingo «Krazy-8» (en español, ocho loco), que se revela que le fue dado por Lalo durante una partida de póquer después de que Domingo cayera en su farol y se retirara en lo que hubiera sido un conjunto ganador de 8s. El segundo es la introducción del auricular Bluetooth de Saul, que fue visto usando frecuentemente durante Breaking Bad.

## Recepción

### Audiencias
Al emitirse, el episodio recibió 1,06 millones de espectadores en Estados Unidos y una audiencia de 0,3 millones entre adultos de 18 a 49 años. Bajó de 1,60 millones en el estreno de la temporada la noche anterior, convirtiéndose en el episodio menos visto de la serie hasta ahora. Teniendo en cuenta la audiencia Live+7, el episodio tuvo un total de 2,34 millones de espectadores en Estados Unidos y 0,6 millones entre adultos de 18 a 49 años.

### Respuesta crítica
«50% Off» recibió aclamación por parte de la crítica. En Rotten Tomatoes obtuvo una puntuación perfecta del 100%, basándose en 15 reseñas con una calificación media de 8,14/10. El consenso de la crítica dice: «El episodio no es un capítulo de gangas, estableciendo la temporada en el ritmo familiar de Better Call Saul mientras se dan grandes pasos en la unión de los mundos paralelos de la serie.